# Хайди Маклоклин
Хайди Маклоклин (на английски: Heidi McLaughlin) е американска писателка на произведения в жанра любовен роман, романтичен трилър и еротична драма.

## Биография и творчество
Хайди Маклоклин е родена на 27 декември в Портланд, Орегон, САЩ.
Първият ѝ роман „Завинаги мое момиче“ от поредицата „Бомон“ е издаден през 2012 г. Той представя историята на музиканта от гимназията, Лиъм Пейдж, който почти случайно се превръща в международна рок звезда. Музиката му става толкова успешна, че той решава да напусне дома си и да обиколи света. 10 години по-късно той се връща у дома, надявайки се, че момичето, което е оставил – Джоузи, все още ще го чака. Книгата става бестселър и през 2018 г. е екранизирана в едноименния телевизионен филм с участието на Алекс Рой и Джесика Роте.
Хайди Маклоклин живее със семейството си във Върмонт.

## Произведения

### Самостоятелни романи
- The Reeducation of Savannah McGuire (2015)
- Sexcation (2017)
- Santa's Secret (2017)

### Серия „Бомон“ (Beaumont)
1. Forever My Girl (2012)
Завинаги мое момиче, изд.: ИК „Ибис“, София (2019), прев. Ирина Ценкова
2. My Unexpected Forever (2013)
3. Finding My Forever (2013)
4. Finding My Way (2014)
5. My Kind of Forever (2015)

#### Новели към серията
- My Everything (2013)
- 12 Days of Forever (2015)
- Forever Our Boys (2017)

#### Серия „Бомон: следващо поколение“ (Beaumont: Next Generation)
1. Holding Onto Forever (2017)
2. My Unexpected Love (2018)
3. Chasing My Forever (2018)
4. Fighting For Our Forever (2019)

### Серия „Братя Арчър“ (Archer Brothers)
1. Here With Me (2014)
2. Choose Me (2015)
3. Save Me (2016)

### Серия „Момчета на лятото“ (Boys of Summer)
1. Third Base (2015)
2. Home Run (2017)
3. Grand Slam (2017)

### Серия „Общество X“ (Society X) – с Л. П. Довър
1. Dark Room (2016)
2. Viewing Room (2016)
3. Play Room (2017)

### Серия „Сляпа действителност“ (Blind Reality)
1. Blind Reality (2016)
2. Twisted Reality (2016)

### Екранизации
- 2018 Forever My Girl